# Municipio de Harristown
El municipio de Harristown (en inglés: Harristown Township) es un municipio ubicado en el condado de Macon en el estado estadounidense de Illinois. En el año 2010 tenía una población de 1921 habitantes y una densidad poblacional de 26,22 personas por km².

## Geografía
El municipio de Harristown se encuentra ubicado en las coordenadas 39°50′30″N 89°5′30″O / 39.84167, -89.09167. Según la Oficina del Censo de los Estados Unidos, el municipio tiene una superficie total de 73.27 km², de la cual 72,77 km² corresponden a tierra firme y (0,68 %) 0,49 km² es agua.

## Demografía
Según el censo de 2010, había 1921 personas residiendo en el municipio de Harristown. La densidad de población era de 26,22 hab./km². De los 1921 habitantes, el municipio de Harristown estaba compuesto por el 98,28 % blancos, el 0,52 % eran afroamericanos, el 0,1 % eran asiáticos y el 1,09 % eran de una mezcla de razas. Del total de la población el 0,42 % eran hispanos o latinos de cualquier raza.